# Vittoria Aganoor
Vittoria Aganoor Pompilj (Padova, 26 maggio 1855 – Roma, 8 maggio 1910) è stata una poetessa italiana.

## Biografia
Nacque a Padova figlia di Edoardo Aganoor, conte di origini armene, e di Giuseppina Pacini, trascorse l'infanzia a Padova, spostandosi presto a Venezia con la sua famiglia.
Andrea Maffei e Antonio Fogazzaro, tra gli altri, frequentavano la sua casa.
Ebbe Giacomo Zanella come maestro per circa quindici anni: egli fu anche testimone dei suoi primi passi di poeta. Nonostante il trasferimento della sua famiglia a Venezia, Vittoria continuò a tornare a Padova e a vivere per lunghi periodi nella casa dei nonni per studiare con Zanella. Nel 1876 il suo maestro le fece pubblicare un saggio poetico che conteneva anche alcune liriche della sorella Elena Aganoor.
Nello stesso anno, la sua famiglia si trasferì a Napoli. La conoscenza di Enrico Nencioni la fece approdare alla lettura di autori stranieri e l'aiutò a mettere a fuoco le sue qualità.
Era particolarmente legata al padre, la cui morte mentre Vittoria era ancora giovane le lasciò per sempre un vuoto incolmabile. Dopo questo lutto, Vittoria si trasferì nuovamente a Venezia, nel 1890 circa. Mantenne per lunghi anni rapporti epistolari con i padri mechitaristi dell'Isola di San Lazzaro (o Isola degli Armeni, a Venezia) con cui suo padre, profondamente religioso, aveva stretto relazioni di amicizia. A questo periodo risale gran parte del suo carteggio epistolare, che testimonia della sua vivace attività intellettuale, insieme alle liriche pubblicate su varie riviste letterarie.
Fu suo amico anche il poeta Domenico Gnoli, con il quale scambiò una fitta corrispondenza fin dal 1898, quando Vittoria gli inviò una propria lirica da pubblicare sulla rivista da lui diretta. Si incontrarono di persona a Venezia poco dopo, nell'agosto 1898, e la loro amicizia proseguì fino all'anno in cui Vittoria si sposò.
Estremamente garbata e piacevole all'esterno, nascose sempre il suo carattere tormentato e depressivo, che trovava sfogo, invece, in alcune sue liriche in cui si parla di incomunicabilità, desiderio di morte e di potenza, desiderio di libertà dalle regole e costrizioni del vivere civile. Si occupò per lunghi anni della madre, cui era legata da un forte legame affettivo, e solo dopo la sua morte, nel 1899, cominciò a pensare ad un proprio percorso di vita autonomo.
Precocissima nello scrivere, la sua natura perfezionista e ambiziosa la indusse a mostrare le sue poesie solo nella cerchia di conoscenti e amici, sollecitando il parere di insigni letterati dell'epoca, con i quali manteneva corrispondenza. Di tanto in tanto sue liriche erano pubblicate su riviste letterarie, riscuotendo ammirazione e dandole una fama di poetessa aristocratica e riservata cui Vittoria teneva molto. Pubblicò soltanto a quarantacinque anni il suo primo libro, Leggenda eterna (1900), su sollecitazione dei suoi amici.
Considerata da Benedetto Croce, che riteneva che "Il canzoniere" fosse Il più bello che sia mai stato composto da donna italiana, una scrittrice spontanea e fresca (La letteratura della nuova Italia), Vittoria Aganoor fu per lunghi anni reputata tale dalla critica letteraria, fino agli anni '70, quando la sua opera venne rivalutata anche alla luce di un'edizione parziale delle sue lettere: Vittoria aveva sempre rifiutato l'immagine di poetessa immediata e spontanea e dichiarava di scrivere "di testa" e non con il cuore. Infatti, le sue liriche sono pienamente inserite nelle correnti letterarie del suo tempo, e mostrano richiami a Gabriele D'Annunzio, ai Crepuscolari, all'amato Giacomo Leopardi, e agli amici Nencioni e Domenico Gnoli.
Nonostante tenesse molto alla propria fama di poetessa, l'ambizione primaria di Aganoor, come indicano sue lettere ad amici di famiglia, era quella di operare nella società sfruttando il ruolo di primo piano che le davano le sue origini prestigiose: sentì quindi la necessità di cercare un matrimonio che le desse l'opportunità di sfruttare al meglio le sue doti di intelligenza e capacità relazionali, che aveva sempre dimostrato nei salotti della sua cerchia di amici e conoscenti.
Frequentò spesso la città di Cava de' Tirreni dove viveva la sorella Angelica a cui era molto legata. Nella città di Cava, ospite del barone Abenante in località Arco Campitello, compose una lirica dedicata proprio alla predetta campestre località cavese, dopo aver assistito alla tradizionale caccia dei colombi, che si svolge annualmente in loco e risalente all'epoca longobarda.
Il 28 novembre 1901 sposò a Napoli il nobile deputato Guido Pompilj, cui la univa un fortissimo legame di affetto, nato anche dalla sua ammirazione per questo brillante uomo politico. Con lui si trasferì a Perugia. Gli impegni in società, legati alla sua vita perugina, sono intervallati da lunghi periodi a Magione nella villa di proprietà del marito a Monte del Lago.
Del 1908 le Nuove liriche: pacate, descrittive, chiare e armoniose come le prime, ma senza la "tensione" di quelle, la "teatralità" dolorosa che le aveva contraddistinte nel loro esprimere incomunicabilità e rivolta.
Ricoverata in clinica a Roma per sottoporsi ad un'operazione legata probabilmente all'insorgenza di un tumore, morì improvvisamente la notte dell'8 maggio 1910, lasciando nello sconcerto tutti i suoi cari. Il dolore provocato dalla sua scomparsa portò il marito a togliersi la vita quel giorno stesso. Il gesto di Guido Pompilj conferì un'aura romantica al loro matrimonio e pose le poesie di Vittoria in ottica del tutto nuova, favorendone la divulgazione.
Tuttora restano inedite molte delle lettere di Vittoria Aganoor. Per quanto riguarda le sue opere, esiste un'edizione completa, ma ormai datata, contenente tutta la sua produzione, comprese delle rime sparse. L'edizione contiene anche un'introduzione che parla per accenni della sua vita e delle sue poesie.
Dal 1998 il Comune di Magione organizza un premio letterario dedicato a Vittoria Aganoor sulle corrispondenze.
Il 18 giugno, 28 ottobre e 5 novembre 2005, in occasione del Centocinquantenario della nascita di Vittoria Aganoor, il Comune di Padova ha patrocinato il Convegno dal titolo "Sotto l'amica luna" ed "Era un tramonto e mi parve un'aurora", tenutosi fra Padova e i Colli Euganei e presieduto dalla poetessa Lucia Gaddo Zanovello; in tale occasione la stessa ha curato una ristampa anastatica in 700 copie numerate di Leggenda eterna, conforme all'esemplare della prima edizione conservato nella Biblioteca universitaria di Padova.

## Intitolazioni

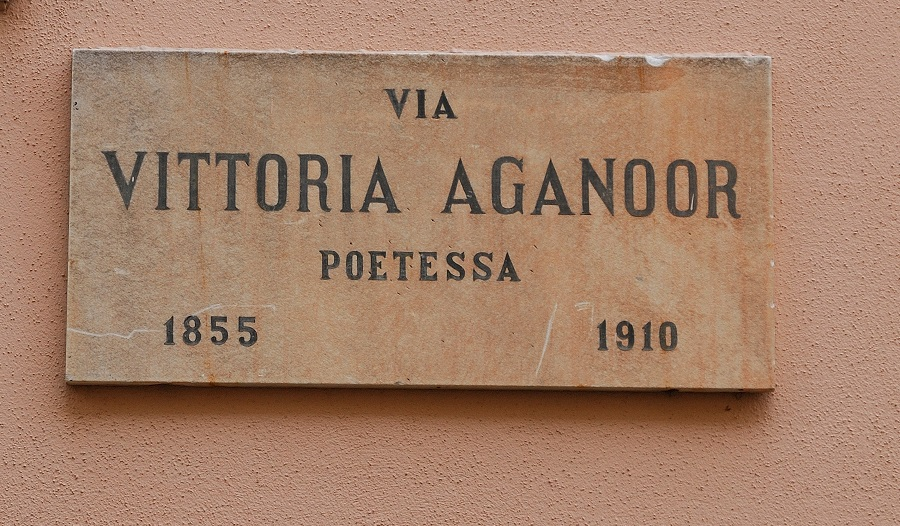
Padova. Via Vittoria Aganoor

Sono intitolate a lei strade nei comuni di Baone, Arquà Petrarca, Padova, Basalghelle, Passignano sul Trasimeno, Assisi, Napoli e Castellamare di Stabia. Il Comune di Roma le ha intitolato un viale al Pincio.
La sua casa natale a Padova, affacciata su Prato della Valle, è segnalata da una targa commemorativa che riporta i versi: «Vecchia casa lontana, | aperta su quel prato | che il fiumicel chiudea come un monile».

## Opere

### Poesie
- I cavalli di San Marco, Venezia, Stab. Tip. C. Ferrari, 1892.
- A mio padre. Versi, Venezia, Stab. Tip. Lit. C. Ferrari, 1893.
- Leggenda eterna, Milano, Treves, 1900.
- Nuove liriche, Roma, Nuova Antologia, 1908.
- Poesie complete, a cura e con introduzione di Luigi Grilli, Firenze, Successori Le Monnier, 1912. Successiva edizione, premessavi una lettura tenuta dall'autrice al Collegio Romano, Firenze, F. Le Monnier, 1927.
- Nuove liriche, a cura di John Butcher, Bologna, Nuova S1, 2007.
- Leggenda eterna e intervento al Collegio Romano, coll. Donne in poesia a cura di M. G. Amati, Bertoni Editore, Perugia, 2021.

Fumetti
- Página de Diário (Pagina di diario), Fumetti di Aline Daka e traduzione di Gleiton Lentz, in «(n.t.). Revista Literária em Tradução», nº 9, vol. 2 (settembre 2014), pp. 381-390 (traduzione portoghese e trasposizione a fumetti della poesia Pagina di diario).http://www.notadotradutor.com/revista9.htm[collegamento interrotto]

### Lettere e carteggi
- Lettere a Domenico Gnoli, 1898-1901, per la prima volta edite a cura di Biagia Marniti, Caltanissetta, Roma, Sciascia, 1967.
- Lettere a Giacomo Zanella (1876-1888), a cura di Adriana Chemello, Mirano, Eidos, 1996.
- Lettere scelte di Vittoria Aganoor ad Antonio Fogazzaro, a cura di Brunone De Toffol, Mansue, Comune, Biblioteca comunale, 2002.
- Aganoor, la brezza e il vento, corrispondenza di Vittoria Aganoor a Guido Pompilj, a cura di Lucia Ciani, Bologna, Nuova S1, 2004.
- Vittoria Aganoor, Almerigo da Schio: lettere (1886-1909), a cura di Lucia Ciani, S.l., Ribis, 2005.
- Tre donne d'eccezione: Vittoria Aganoor, Silvia Albertoni Tagliavini, Sofia Bisi Albini (dai carteggi inediti con Antonio Fogazzaro), a cura di A. Chemello e D. Alesi, Il Poligrafo, 2005.
- Lettere d'amicizia a Marina Sprea Baroni Semitecolo (1881-1909), a cura di O. Pittarello, Nuova S1, 2012.